# Luigi Configliachi
Luigi Configliachi (Milano, 18 agosto 1787 – Montegrotto Terme, 9 febbraio 1864) è stato un docente, filantropo, botanico, traduttore dal tedesco di testi scientifici e presbitero italiano.

## Biografia
Era abate barnabita, figlio di Felice Configliachi e Francesca Borsieri. Suo fratello maggiore, Piero (1777-1844), fu professore di fisica all'Università di Pavia.
Luigi Configliachi, come suo fratello, si formò nelle scuole milanesi di Sant'Alessandro, tenute dai Barnabiti; successivamente si iscrisse alla facoltà scientifico-matematica dell'Università di Pavia, laureandosi nel 1807. Insegnò al liceo di Pavia fino al 1811, poi a quello di Sondrio fino al 1815 e in quello provinciale di Mantova fino al 1819; in questo stesso anno gli fu assegnata la cattedra di economia rurale e storia naturale generale all'Università di Padova.
Il 17 dicembre 1826 divenne socio dell'Accademia delle Scienze di Torino.
Nel 1829 fu nominato direttore dell'Orto botanico di Padova, che Configliachi utilizzò a fini didattici. Nel 1842 partecipò alla IV Riunione degli scienziati italiani a Padova. Fece parte dell'Accademia di scienze, lettere ed arti di Padova (ora Accademia galileiana di scienze, lettere ed arti) e dell'Accademia dei Georgofili. Ricoprì la carica di rettore dell'Università di Padova più volte, negli anni accademici 1836-1837, 1850-1851 e 1851-1852.
Politicamente moderato, fu accusato di liberalismo dai conservatori e di "austriacantismo" dai sostenitori degli ideali risorgimentali.

### L'istituto per ciechi e ipovedenti

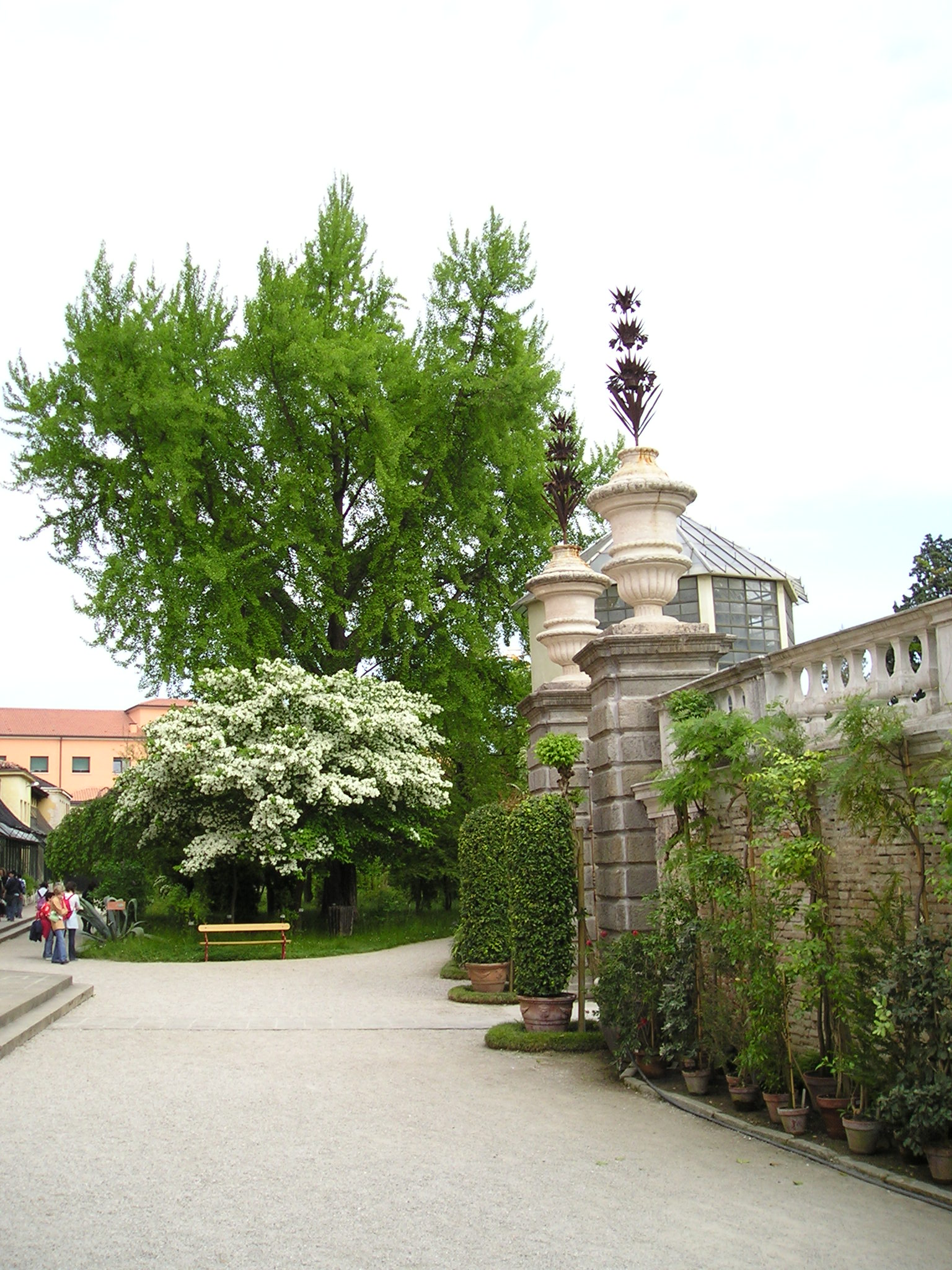
Orto Botanico di Padova, porta nord

Istituì il secondo Istituto (in ordine di tempo) in Italia per accogliere esclusivamente persone cieche, istruirle, educarle ed indirizzarle verso un lavoro personale redditizio, cioè - con le sue parole - perché gli alunni potessero «procurarsi onorato sostentamento». Fondato nel 1838, come Asilo caritatevole per la sociale istruzione dei ciechi, l'istituto è stato intitolato a Luigi Configliachi e comprende scuole primarie e secondarie, Conservatorio di musica, corsi di formazione per atleti paraolimpici non vedenti o ipovedenti, corsi di avviamento professionale. In attuazione dei propositi di Configliachi, fu aggiunta una sezione per gli adulti e per le donne cieche. All'Istituto è annessa una casa di riposo per anziani che è stata aperta a tutti, non solamente a ciechi. 
L'idea gli era probabilmente venuta quando aveva tradotto il Trattato dei caratteri fisici delle pietre preziose di René Just Haüy, che era stato uno dei fondatori della cristallografia. Lo scienziato francese aveva una sorella, Valentine Haüy, che aveva creato il primo istituto per ciechi in Europa. Nel 1853 Configliachi ottenne per il suo Istituto il passaggio da Ente privato a pubblico e agevolazioni finanziarie.
Luigi Configliachi morì all'età di 77 anni, in un borgo che allora si chiamava San Pietro Montagnon, ora Montegrotto Terme (Padova).

## Opere
- (LA) Catalogus plantarum imp. reg. horti botanici mantuani ad annum 1816, Mantuae, typis haeredis Alberti Pazzoni, 1816.
- Memorie intorno alle opere ed agli scritti del geologo Scipione Breislak lette all'I. R. Accademia delle scienze, lettere ed arti di Padova nell'adunanza del di 19 giugno 1827 dal socio attivo ab. Luigi Configliachi, Padova, nella tipogr. del Seminario, 1827.
- Memorie intorno alla vita ed alle opere dei due naturalisti Werner ed Hauy lette all'I.R. Accademia di scienze lettere ed arti di Padova nelle adunanze 19 maggio 1825 e 27 aprile 1826 dall'abate Luigi Configliachi, Padova, dalla tipografia Crescini, 1827.
- Discorso inaugurale letto nella grand'aula dell'I. R. università di Padova per l'apertura di tutti gli studj nel giorno 3 novembre 1836, Padova, coi tipi del Seminario, 1836.
- Pietro Casetta (a cura di), Cenni scientifici del Viaggio fatto l'autunno 1834 nell'Ungheria inferiore, nella Gallizia, nella Slesia e nella Moravia: manoscritto XVII B 30 della Biblioteca del Museo nazionale di Praga, Padova, s.e., 2012. https://www.pietrocasetta.it/pubblicazioni/luigi-configliachi-cenni-scientifici-del-viaggio-fatto-lautunno-1834

### Traduzioni
- René-Just Haüy, Trattato dei caratteri fisici delle pietre preziose per determinarle quando sieno lavorate del signor abate Hauy [...] Traduzione con note dell'abate Luigi Configliachi, Milano, per Giovanni Pirotta, 1819, SBN RMSE001708.
- Leopold Trautmann, Elementi di economia rurale di Leopoldo Trautmann. Prima traduzione italiana dall'originale tedesco con annotazioni dei signori professori ab. Luigi Configliachi e Giuseppe Moretti, Pavia, nella tipografia di Pietro Bizzoni success. di Bolzani, 1820-1821, 3 vol., SBN SBLE005593.
- Enrico Maurizio Poppe, Manuale di tecnologia del professore d. r Gio. Enrico Maurizio Poppe prima traduzione italiana dall'originale tedesco con annotazioni di Luigi Configliachi, Padova, nella Tipog. del seminario, 1821, 2 vol., SBN TO0E070983.
- Ludolph Christian Treviranus, Memoria del Signor G.R. Treviranus sopra dei vasi e del sugo organizzatore dei vegetabili traduzione del Professore Luigi Configliachi, Padova, nella Tipog. del Seminario, 1822, SBN PUVE026919.
- Giorgio Dreme, Il fabbricatore delle vernici e dei mastici istruzione appoggiata ai principii chimici per la preparazione delle vernici e per la loro applicazione ai metalli, al legno, al cuojo e ad altre sostanze, con un metodo assai facile per comporre dei perfetti mastici e molti altri oggetti, fra i quali la tanto ricercata vernice imitante l'oro del dottore Giorgio Dreme. Traduzione dall'originale tedesco di Luigi Configliachi, Milano, dalla stamperia Rivolta a spese di Vincenzo Raym, 1823, SBN TO0E068439.
- Andres Baumgartner, La fisica congiunta alle matematiche [...] Prima traduzione italiana dall'originale tedesco con tavole in rame, Padova, per Valentino Crescini, 1828, SBN PUVE001437.[8]